# Saara (Nobitz)
Saara ist ein Ortsteil der ostthüringischen Gemeinde Nobitz im Altenburger Land. Zuvor war der Ort Hauptort der Gemeinde Saara mit einer Fläche von 42,73 km² und knapp 3000 Einwohnern.

## Geographie
Saara liegt am Zusammenfluss von Sprotte und Pleiße. Der Ort befindet sich geologisch gesehen im Altenburger-Schmöllner Lösshügelland, einem Teil der Leipziger Tieflandsbucht. Angrenzende Orte sind im Norden Selleris, Gardschütz und Lehndorf, im Osten Zehma, im Süden Zürchau und Maltis (alle Gemeinde Nobitz), sowie im Westen der Schmöllner Ortsteil Papiermühle.

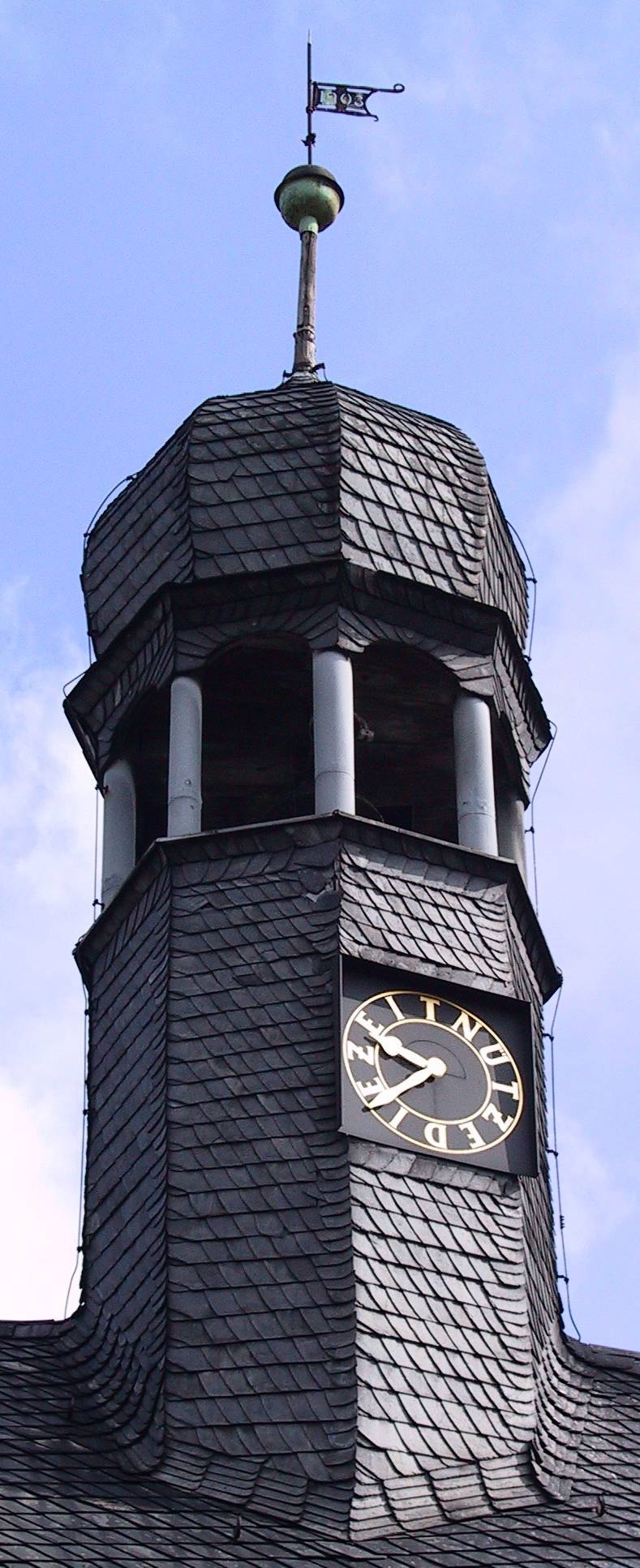
Kirchturm der Dorfkirche

## Geschichte
Herzog (dux) Thakulf von Thüringen und Markgraf der Sorbenmark (limes sorabici) schenkte 848 dem Kloster Fulda aus Eigenbesitz einige Hufen in der "provinciola Sarowe sita juxta Boemian", also in dem Provinzchen Sarowe unweit von Böhmen (aus Sicht der Fuldaer Mönche). Saara wurde dann im Bosauer Klosterzehntregister als Zarowe zwischen 1181 und 1214 erwähnt und ist wahrscheinlich eine durch Brandrodung im Altsiedelland zwischen 600 und 800 entstandene sorbische Siedlung. Zudem nannte sich ein pleißenländisches Adelsgeschlecht im 13. und 14. Jahrhundert nach dem Ort, deren bekanntester Nachkomme ein gewisser Conrad von Zarowe als Zeuge in einer bischoflich-Naumburgischen Urkunde aus dem Jahr 1222 genannt wird. 
Saara gehörte zum wettinischen Amt Altenburg, welches ab dem 16. Jahrhundert aufgrund mehrerer Teilungen im Lauf seines Bestehens unter der Hoheit folgender Ernestinischer Herzogtümer stand: Herzogtum Sachsen (1554 bis 1572), Herzogtum Sachsen-Weimar (1572 bis 1603), Herzogtum Sachsen-Altenburg (1603 bis 1672), Herzogtum Sachsen-Gotha-Altenburg (1672 bis 1826). Bei der Neuordnung der Ernestinischen Herzogtümer im Jahr 1826 kam der Ort wiederum zum Herzogtum Sachsen-Altenburg. 
Nach der Verwaltungsreform im Herzogtum gehörte er bezüglich der Verwaltung zum Ostkreis (bis 1900) bzw. zum Landratsamt Altenburg (ab 1900). Das Dorf gehörte ab 1918 zum Freistaat Sachsen-Altenburg, der 1920 im Land Thüringen aufging. 1922 kam es zum Landkreis Altenburg.
Am 1. Juli 1950 wurde Saara nach Lehndorf eingemeindet.
Bei der zweiten Kreisreform in der DDR wurden 1952 die bestehenden Länder aufgelöst und die Landkreise neu zugeschnitten. Somit kam Saara als Ortsteil von Lehndorf mit dem Kreis Altenburg an den Bezirk Leipzig, der seit 1990 als Landkreis Altenburg zu Thüringen gehörte und 1994 im Landkreis Altenburger Land aufging.

## Gemeinde Saara 1996–2012

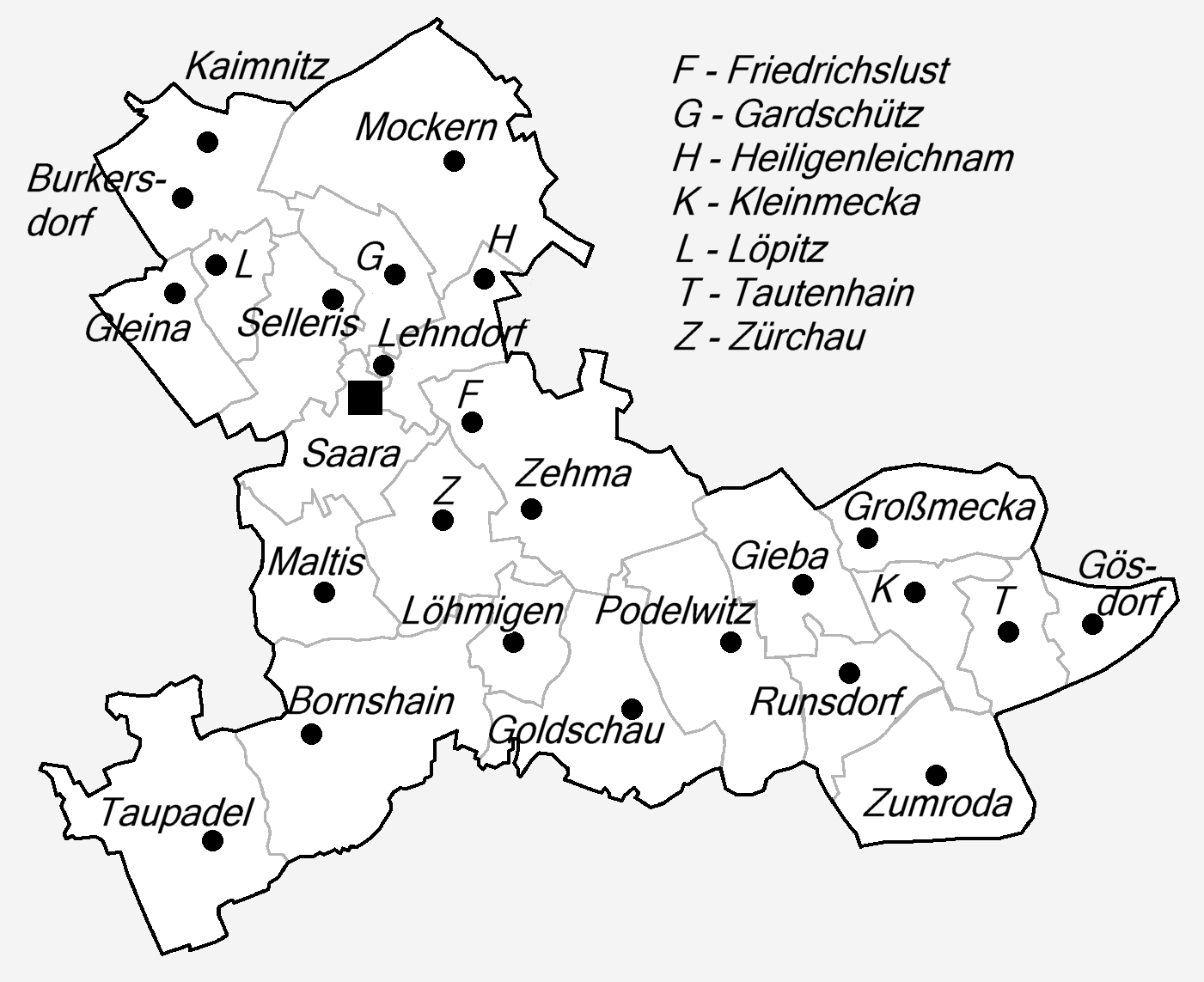
Gemeindegliederung der ehemaligen Gemeinde Saara (2010)

Aufgrund der zentralen Lage von Saara wurde am 8. März 1994 in Saara die Verwaltungsgemeinschaft Saara gegründet. Am 1. Januar 1996 entstand die Gemeinde Saara durch Zusammenschluss folgender Gemeinden:
- Lehndorf (mit den Ortsteilen Burkersdorf, Kaimnitz, Heiligenleichnam, Gleina, Gardschütz, Löpitz, Saara und Selleris),
- Mockern,
- Podelwitz (mit den Ortsteilen Gieba, Goldschau, Gösdorf, Großmecka, Runsdorf, Tautenhain und Zumroda),
- Taupadel (mit dem Ortsteil Bornshain) und
- Zehma (mit den Ortsteilen Löhmigen, Maltis und Zürchau),

zugleich wurde damit die Auflösung der Verwaltungsgemeinschaft Saara vollzogen, zu der außerdem Großstöbnitz (mit den Ortsteilen Kleinmückern und Papiermühle) gehörte, welches sich Schmölln anschloss.
Unter Saaras Bürgermeister Stephan Etzold (CDU), der selbst in Runsdorf wohnt, wurde ein Zusammenschluss mit der Gemeinde Nobitz angestrebt, um vom Freistaat Thüringen für jeden Einwohner der beiden Kommunen eine Prämie von 100 Euro zu erhalten. Dabei war Nobitz nahezu schuldenfrei, während Saara ungefähr zwei Millionen Euro Schulden hatte, hauptsächlich durch die Erschließung des Gewerbegebietes in Mockern. Am 29. September 2011 wurde der Vertrag über die Eingliederung nach Nobitz unterzeichnet. Die Nachbarstadt Altenburg äußerte Bedenken gegen die Fusion. Sie wurde am 22. November 2012 vom Thüringer Landtag beschlossen und trat am 31. Dezember 2012 in Kraft.

### Einwohnerentwicklung
Entwicklung der Einwohnerzahl der Gemeinde Saara (Stand jeweils 31. Dezember):
| - 1996: 3307 - 1997: 3285 - 1998: 3321 - 1999: 3345 - 2000: 3299 - 2001: 3311 | - 2002: 3323 - 2003: 3261 - 2004: 3268 - 2005: 3214 - 2006: 3133 - 2007: 3128 | - 2008: 3105 - 2009: 3041 - 2010: 2999 - 2011: 2942 |

Datenquelle: Thüringer Landesamt für Statistik

### Eingemeindungen
| Ehemalige Gemeinde | Datum                 | Anmerkung                                               |
| ------------------ | --------------------- | ------------------------------------------------------- |
| Bornshain          | 25.08.1961            | Eingemeindung nach Taupadel                             |
| Burkersdorf        | 01.01.1973            | Eingemeindung nach Lehndorf                             |
| Gardschütz         | 01.07.1950            | Eingemeindung nach Lehndorf                             |
| Gieba              | 01.07.1950            | Eingemeindung nach Podelwitz                            |
| Gleina             | 01.07.1950            | Eingemeindung nach Burkersdorf                          |
| Gösdorf            | 01.07.1950            | Eingemeindung nach Großmecka                            |
| Goldschau          | 01.07.1950            | Eingemeindung nach Podelwitz                            |
| Greipzig           | 01.07.1950 01.07.1963 | Eingemeindung nach Lehndorf Umgliederung nach Ehrenberg |
| Großmecka          | 01.11.1973            | Eingemeindung nach Podelwitz                            |
| Heiligenleichnam   | 1923                  | Eingemeindung nach Lehndorf                             |
| Kaimnitz           | vor 1900              | Eingemeindung nach Burkersdorf                          |
| Kleinmecka         | 01.10.1922            | Eingemeindung nach Großmecka                            |
| Lehndorf           | 01.01.1996            | Zusammenschluss mit vier Gemeinden zu Saara             |
| Löhmigen           | 01.07.1950            | Eingemeindung nach Zehma                                |
| Löpitz             | 1923                  | Eingemeindung nach Burkersdorf                          |
| Maltis             | 01.07.1950            | Eingemeindung nach Zürchau                              |
| Mockern            | 01.01.1996            | Zusammenschluss mit vier Gemeinden zu Saara             |
| Podelwitz          | 01.01.1996            | Zusammenschluss mit vier Gemeinden zu Saara             |
| Runsdorf           | 01.07.1950            | Eingemeindung nach Podelwitz                            |
| Saara              | 01.07.1950            | Eingemeindung nach Lehndorf                             |
| Selleris           | 01.07.1950            | Eingemeindung nach Lehndorf                             |
| Taupadel           | 01.01.1996            | Zusammenschluss mit vier Gemeinden zu Saara             |
| Tautenhain         | 01.07.1950            | Eingemeindung nach Großmecka                            |
| Zehma              | 01.01.1996            | Zusammenschluss mit vier Gemeinden zu Saara             |
| Zürchau            | 01.11.1973            | Eingemeindung nach Zehma                                |
| Zumroda            | 01.11.1973            | Eingemeindung nach Podelwitz                            |

## Kultur und Sehenswürdigkeiten
Einer der beiden Türme der Christophoruskirche Saara trägt als Besonderheit statt der Zahlen im Zifferblatt die zwölf Buchstaben der Losung „Nütze die Zeit“.

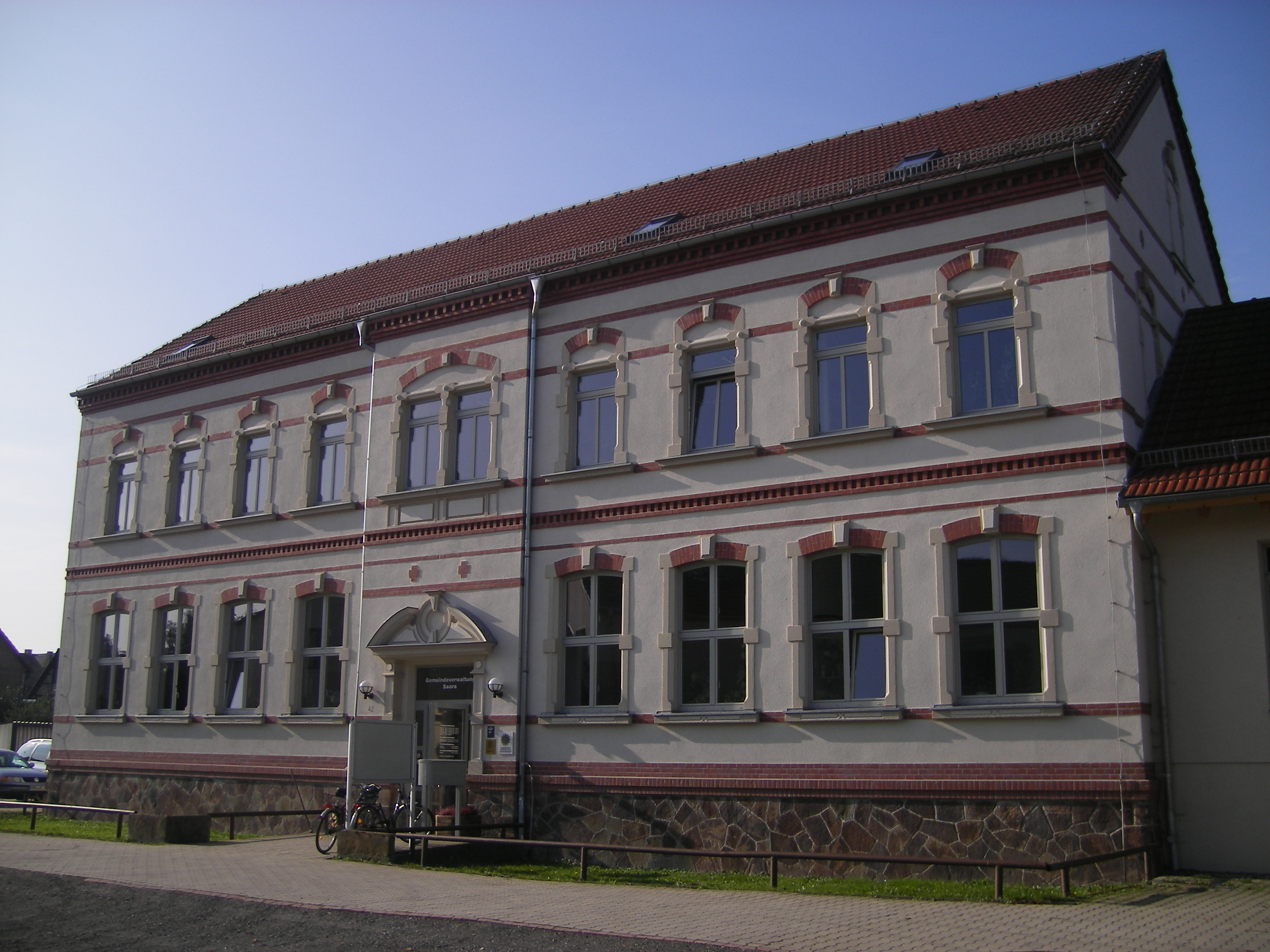
Die Alte Schule beherbergte das ehemalige Gemeindeamt
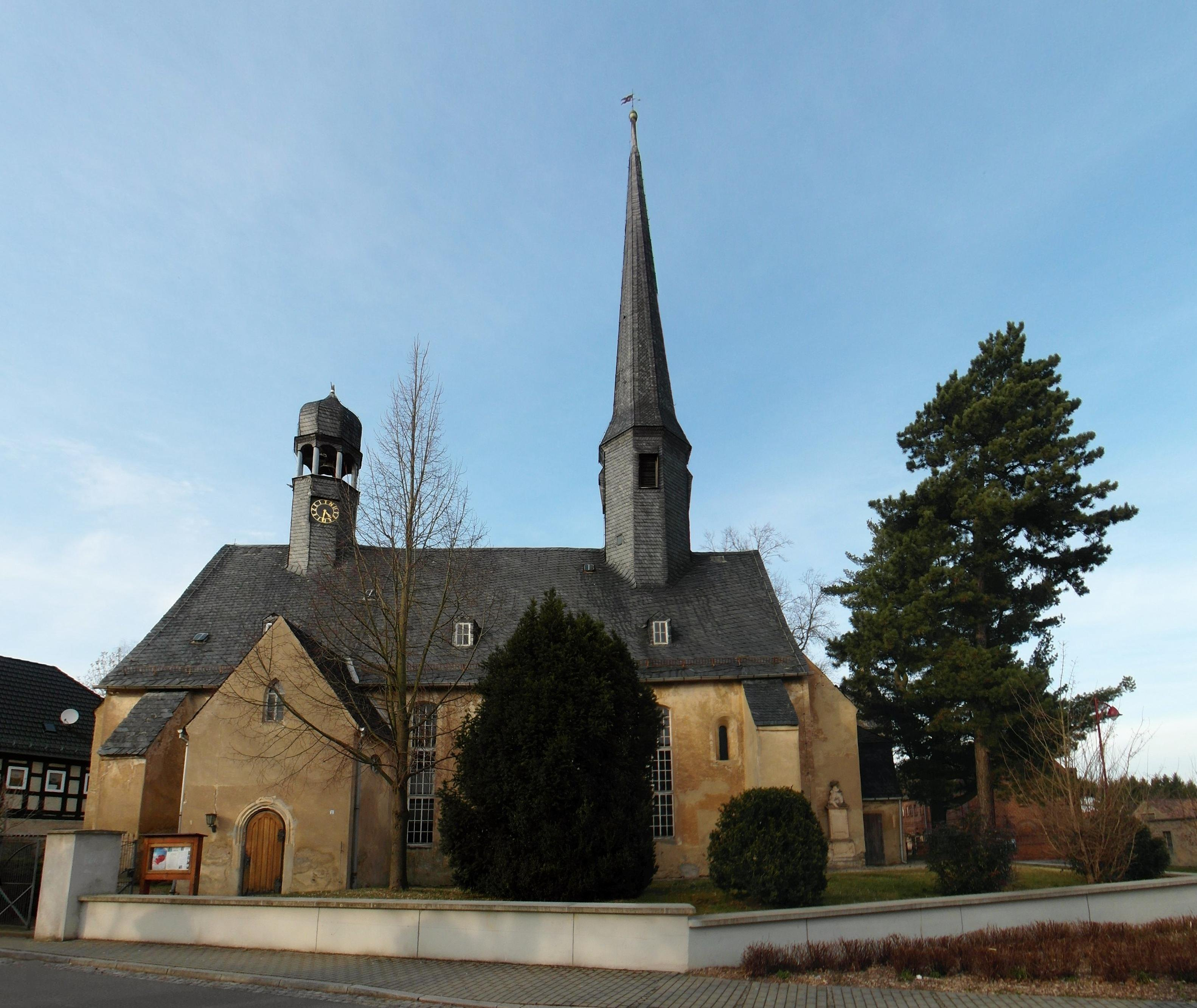
Die Christophoruskirche zu Saara
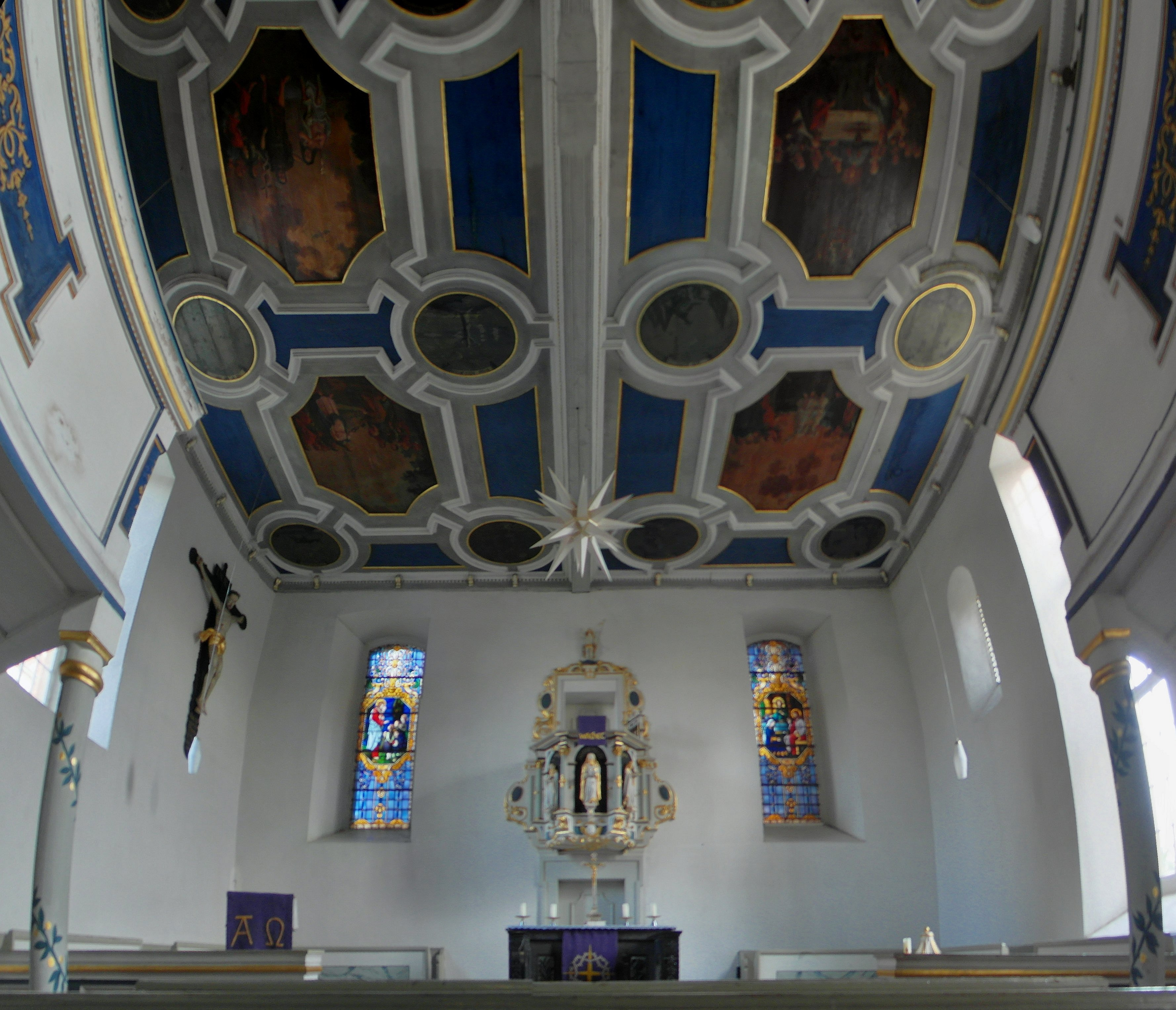
Altarraum der Christophoruskirche Saara
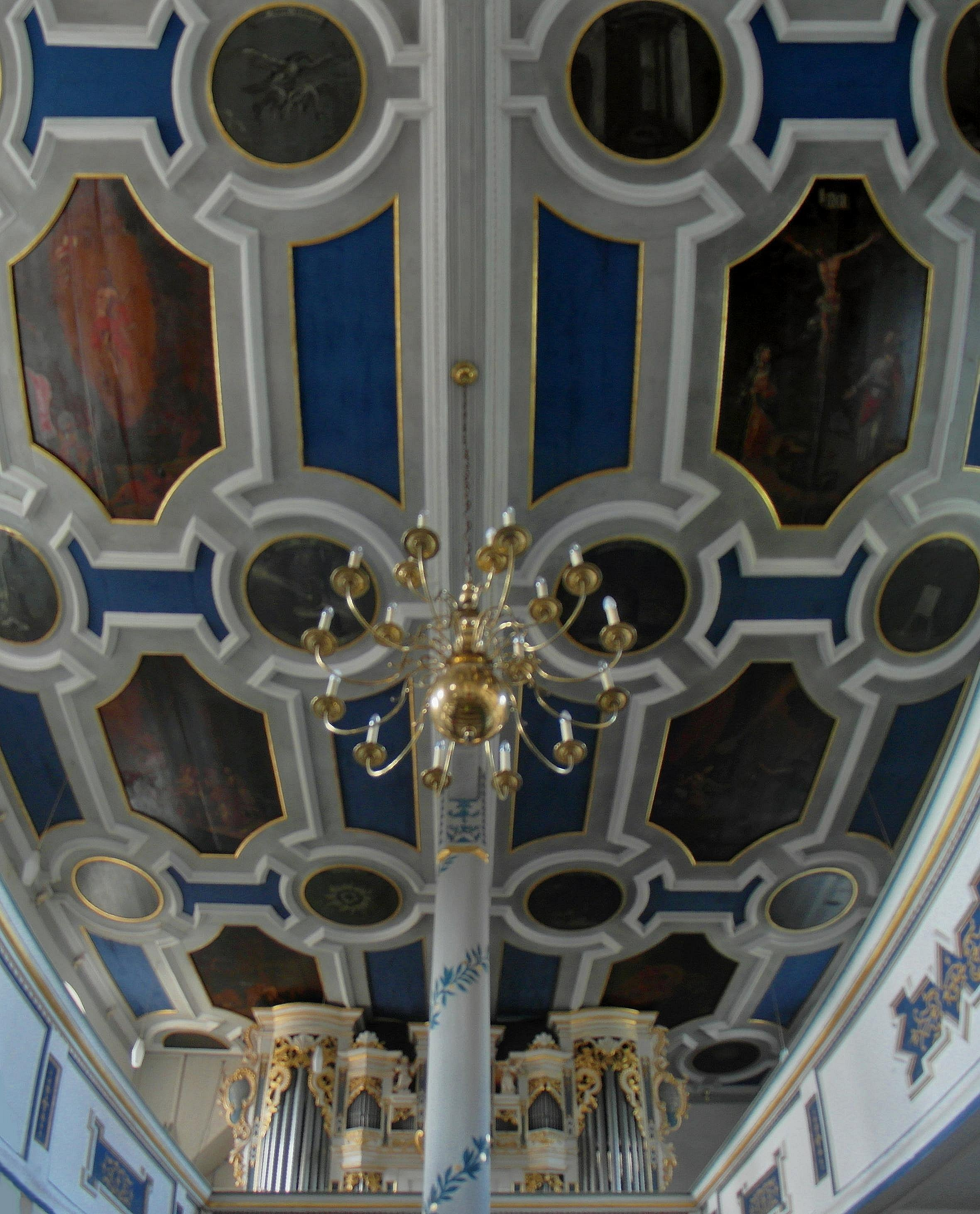
Decke und Orgel der Christophoruskirche Saara
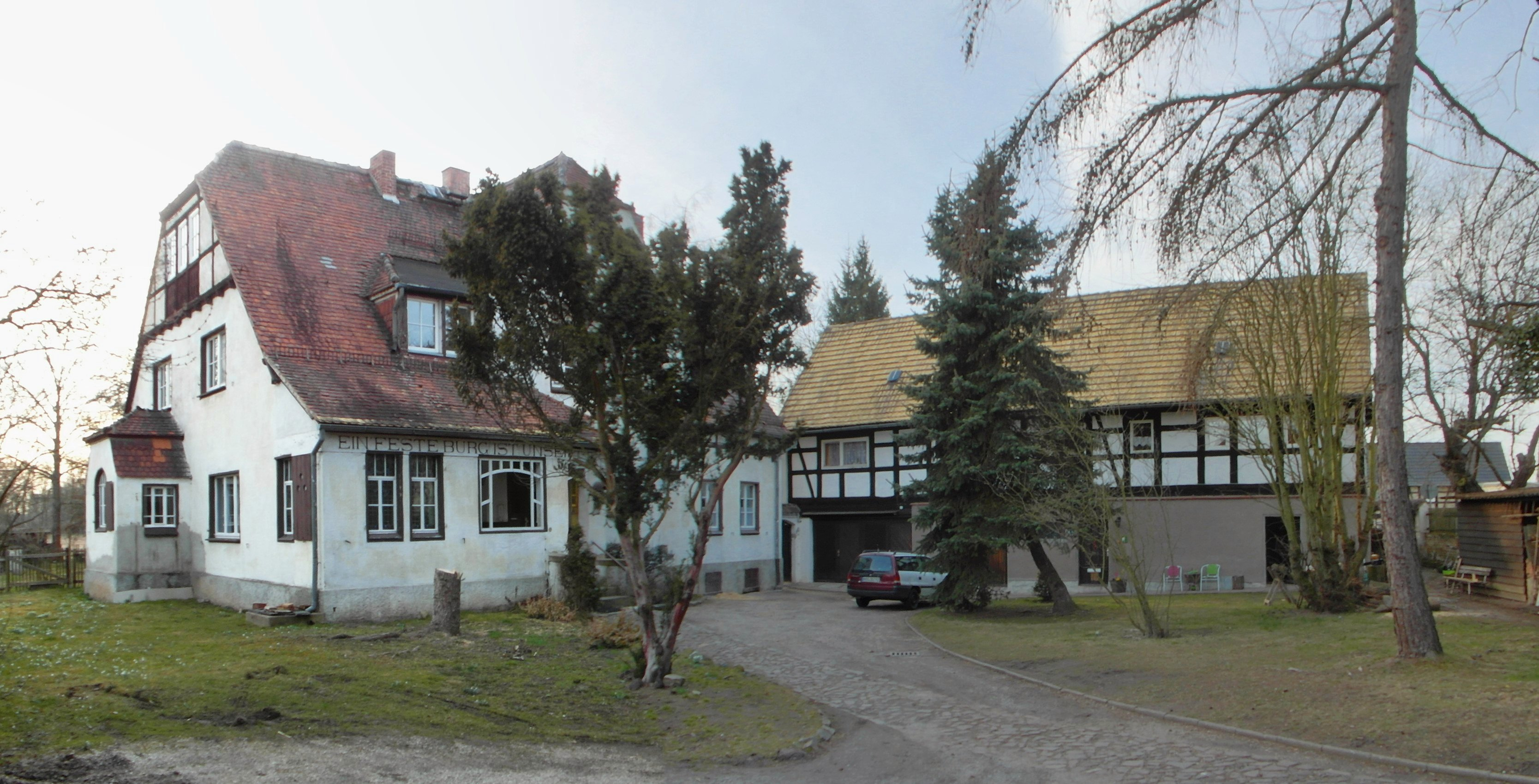
Ev.-lutherisches Pfarramt Saara
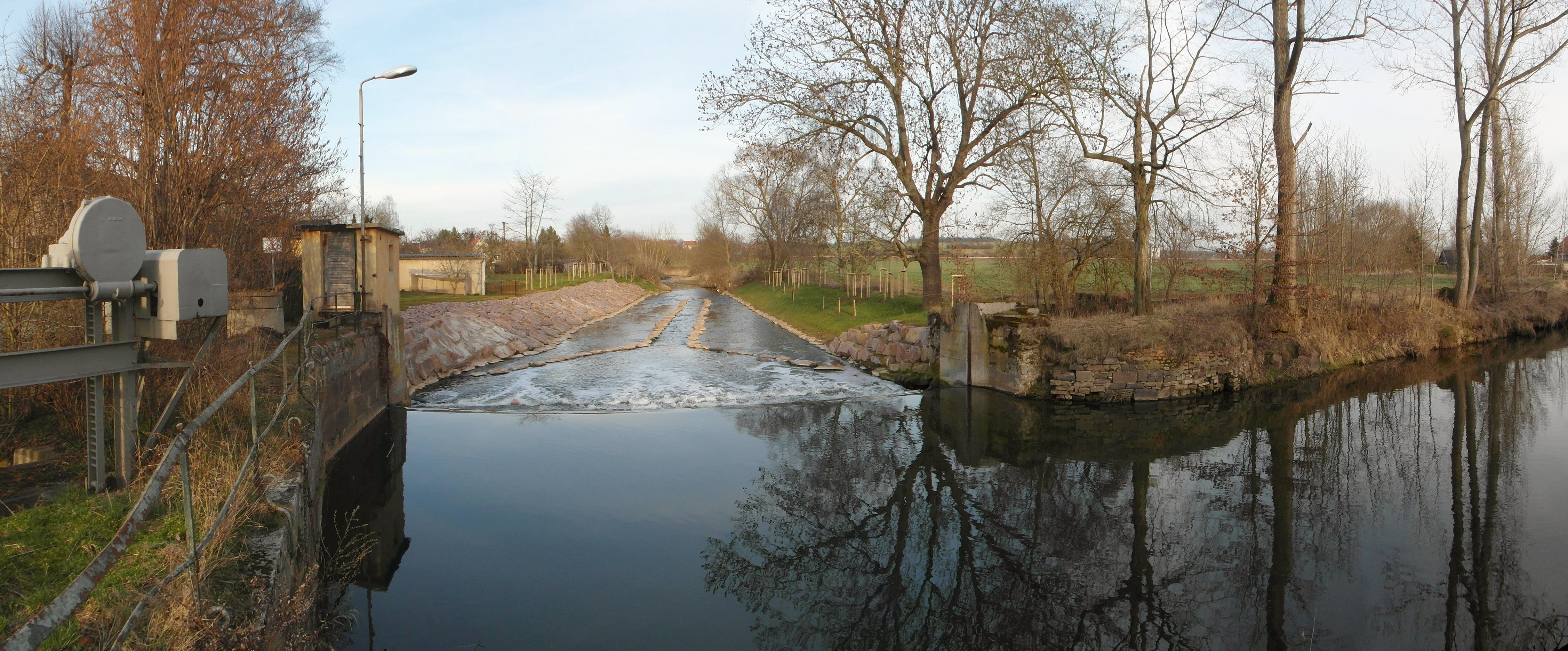
Pleiße-Wehr in Saara